# Trastorno del lenguaje expresivo
El Trastorno del lenguaje expresivo es un trastorno de la comunicación en el que hay dificultades de expresión verbal y escrita. Se trata de un trastorno específico del lenguaje caracterizado por la capacidad de uso expresivo del lenguaje hablado que es muy por debajo del nivel adecuado para la edad mental, pero si con una comprensión del lenguaje que está dentro de los límites normales. Además puede haber problemas con el vocabulario, la producción de oraciones complejas, y recordando las palabras, y no puede haber anomalías en la articulación. Este trastorno se encuentra en la categoría de "Trastornos Mentales y del comportamiento", en los Desórdenes del desarrollo psicológico, bajo el código F80.1 de la Clasificación de Enfermedades y Problemas de Salud Relacionados (CIE 10).
Trastorno del lenguaje expresivo ahora se clasifica como un trastorno específico del lenguaje o SLI, donde un niño no ha podido adquirir el lenguaje expresivo normal, a pesar de que han sido debidamente expuestos a la lengua y hay una ausencia de notables causas médicas o genéticas.
Además de la producción del habla actual, muy a menudo, tienen dificultad para recordar cosas. Esta memoria no es sólo un problema preocupante para el habla, la memoria no-verbal o no-lingüístico se ve afectada también. Un ejemplo de un niño con trastorno del lenguaje expresivo se puede ver aquí.
El trastorno del lenguaje expresivo puede ser clasificados en dos grupos: trastorno del desarrollo del lenguaje expresivo y trastorno adquirido del lenguaje expresivo. Trastorno del desarrollo del lenguaje expresivo en la actualidad no tiene causa conocida, se observa por primera vez cuando un niño está aprendiendo a hablar, es más común en niños que en niñas, y es mucho más común que la forma adquirida de la enfermedad. El Trastorno adquirido del lenguaje expresivo es causado por una lesión específica en el cerebro, como por ejemplo por un derrame cerebral, lesión cerebral traumática, o convulsiones.
Se debe tener cuidado para distinguir trastorno del lenguaje expresivo de otros trastornos de la comunicación, sensoriales y motores, discapacidad intelectual y / o privación ambiental. Estos factores afectan al habla de una persona y por escrito a ciertas extensiones predecibles, aunque con ciertas diferencias.
El diagnóstico adecuado también es importante debido al hecho de que "el desarrollo atípico del lenguaje puede ser una característica secundaria de otros problemas físicos y de desarrollo que puede manifestarse por primera vez como problemas de lenguaje".